# ふりだしにおちる!
『ふりだしにおちる！』は、むっしゅによる日本の漫画作品。『月刊コミック電撃大王』 (KADOKAWA) において、2017年7月号から2019年4月号まで連載。
「女子高生ぽくない」と言われてしまった高校1年生・青井鳩が、試行錯誤しながら女子高生らしさを追求していく学園コメディである。

## あらすじ
自分の高校生活が充実したものだと思っていた青井鳩は、ある日妹から「女子高生ぽくない」と言われたことを切っ掛けに、女子高生ぽいとはなにかを考えるようになった。学校の友達を見てみれば、確かに自分とは違って女子高生らしく感じる。友達を真似してカーディガンを羽織ってみたり、成長予定のないピチピチなジャージを脱いでみたり、試行錯誤しながらも立派な女子高生を目指す鳩の生活が始まる。

## 登場人物
青井 鳩（あおい はと）
本作主人公の女子高生。灯に言われた何気ない一言から、女子高生らしさを追い求めるようになった。
亮たちの真似をすることで女子高生らしさを見出そうとするも、あまり思うようにはいっていない。
小柄であるため、時折小学生や赤ちゃんみたいと可愛がられることがある。
井塚 亮（いつか りょう）
鳩のクラスメイト。明るく元気だが、勉強面はあまり得意ではない。
ワイシャツの上にジャージを着て体育に臨むなど、ややがさつな一面がある。
唯川 春子（ゆいかわ はるこ）
鳩のクラスメイト。笑顔の絶えないおっとりした性格である。
面倒見がよく、とりわけ亮に対しては毎朝モーニングコールをしたり、遅刻の反省文を代筆したりと世話を焼いている。
萩原 えみ（はぎわら えみ）
鳩のクラスメイト。鳩と同じぐらい小柄である。
普段はクールな面が多いが、宿題を終えられないなど若干抜けているところがある。
青井 灯（あおい あかり）
鳩の妹である中学生。鳩よりも背が高い。
落ち着いており大人びているため、えみに年上のお姉さんと勘違いされた。
ホラー系が大の苦手。
菅原 光（すがわら ひかる）
鳩の高校の先輩。美術部ではないものの、美術室に入り浸っている。
モデルをしているため校内では有名な存在だが、雑誌をあまり読まない鳩には知られていなかった。
大野 ゆま（おおの ゆま）
光の親友、美術部所属。
菅原 愛（すがわら いつみ）
光の妹、バンドのギタリスト。
樹莉（じゅり）
愛のクラスメイト、バンドのメインボーカル。
名鳥（なとり）
鳩の中学時代の先輩、テニス部所属。
石川 美羽（いしかわ みう）
灯のクラスメイト。
宮本 可奈（みやもと かな）
養護教諭。サバサバした性格をしている。
カップ麺をよく食べており、春子に食生活の偏りを心配された。
木村（きむら）
鳩のクラスの担任。

## 書誌情報
- むっしゅ 『ふりだしにおちる！』 KADOKAWA〈電撃コミックスNEXT〉、全2巻
  1. 2018年7月27日発売[3] ISBN 978-4-04-893980-5
  2. 2019年5月25日発売[4] ISBN 978-4-04-912540-5